# Saint-Sauveur (district électoral)
Circonscription électorale provinciale du Canada
Saint-Sauveur est une ancienne circonscription électorale provinciale du Québec.

## Historique
Cette circonscription a existé de 1890 à 1973.

## Liste des députés
| Législature   | Années    | Député              | Député                   | Parti                 |
| ------------- | --------- | ------------------- | ------------------------ | --------------------- |
| Saint-Sauveur |           |                     |                          |                       |
| 7e            | 1890–1892 |                     | Simon-Napoléon Parent    | Libéral               |
| 8e            | 1892–1897 |                     | Simon-Napoléon Parent    | Libéral               |
| 9e            | 1897–1897 |                     | Simon-Napoléon Parent    | Libéral               |
| 9e            | 1897–1900 |                     | Simon-Napoléon Parent    | Libéral               |
| 10e           | 1900–1904 |                     | Simon-Napoléon Parent    | Libéral               |
| 11e           | 1904–1905 |                     | Simon-Napoléon Parent    | Libéral               |
| 11e           | 1905–1908 | Charles-Eugène Côté |                          | Libéral               |
| 12e           | 1908–1909 | Charles-Eugène Côté |                          | Libéral               |
| 12e           | 1909–1912 |                     | Joseph-Alphonse Langlois | Ouvrier               |
| 13e           | 1912–1916 |                     | Joseph-Alphonse Langlois | Ouvrier               |
| 14e           | 1916–1919 |                     | Arthur Paquet            | Libéral               |
| 15e           | 1919–1923 |                     | Arthur Paquet            | Libéral               |
| 16e           | 1923–1927 |                     | Pierre Bertrand          | Ouvrier               |
| 17e           | 1927–1931 |                     | Charles-Édouard Cantin   | Libéral               |
| 18e           | 1931–1935 |                     | Pierre Bertrand          | Conservateur          |
| 19e           | 1935–1936 |                     | Pierre Bertrand          | Conservateur          |
| 20e           | 1936–1939 |                     | Pierre Bertrand          | Union nationale       |
| 21e           | 1939–1944 |                     | Wilfrid Hamel            | Libéral               |
| 22e           | 1944–1948 |                     | Wilfrid Hamel            | Libéral               |
| 23e           | 1948–1952 |                     | Francis Boudreau         | Union nationale       |
| 24e           | 1952–1956 |                     | Francis Boudreau         | Union nationale       |
| 25e           | 1956–1960 |                     | Francis Boudreau         | Union nationale       |
| 26e           | 1960–1962 |                     | Francis Boudreau         | Union nationale       |
| 27e           | 1962–1966 |                     | Francis Boudreau         | Union nationale       |
| 28e           | 1966–1970 |                     | Francis Boudreau         | Union nationale       |
| 29e           | 1970–1973 |                     | Armand Bois              | Ralliement créditiste |
| 29e           | 1973–1973 |                     | Armand Bois              | Indépendant           |

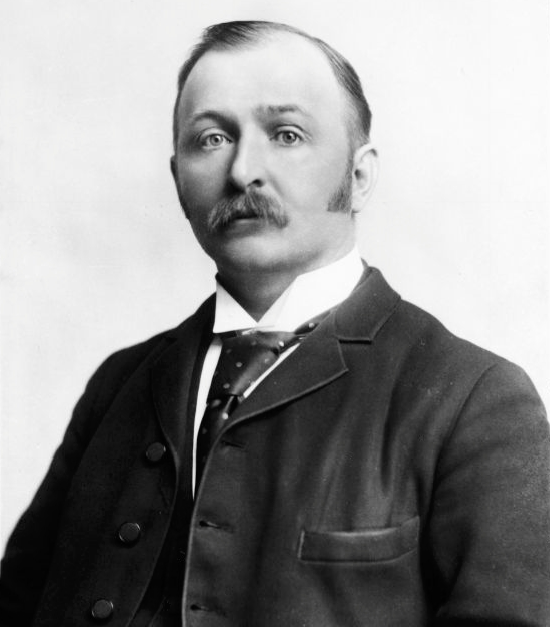
Simon-Napoléon Parent est député de Saint-Sauveur de 1900 à 1905. Il est Premier ministre du Québec de 1905 à 1920.
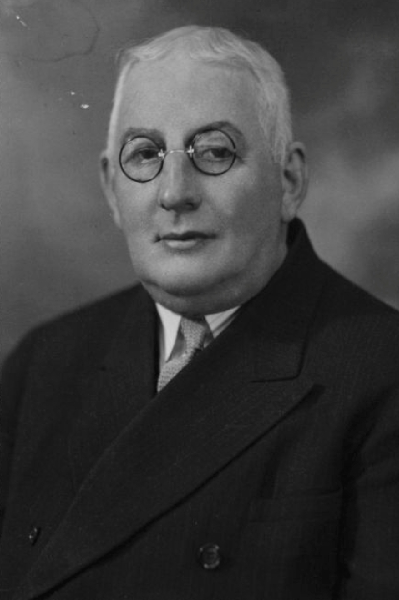
Pierre Bertrand est député de Saint-Sauveur de 1923 à 1927 et de 1931 à 1939.
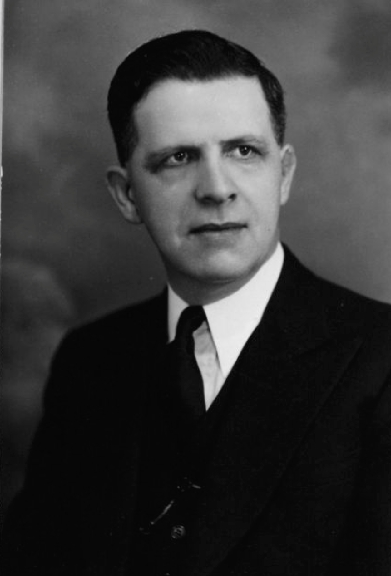
Wilfrid Hamel est député de Saint-Sauveur de 1939 à 1948.